# (8094) 1992 UG3
A (8094) 1992 UG3 a Naprendszer kisbolygóövében található aszteroida. A. Sugie fedezte fel 1992. október 24-én.